# Litoria callista
Litoria callista é uma espécie de anfíbio anuro da família Hylidae. Está presente na Papua Nova Guiné. A UICN classificou-a como pouco preocupante.